# Linping (köpinghuvudort i Kina, Shaanxi, lat 34,46, long 108,10)
Linping (kinesiska: 临平, 临平镇) är en köpinghuvudort i Kina. Den ligger i provinsen Shaanxi, i den nordvästra delen av landet, omkring 77 kilometer väster om provinshuvudstaden Xi'an. Antalet invånare är 29 029. Befolkningen består av 13 887 kvinnor och 15 142 män. Barn under 15 år utgör 17,0 %, vuxna 15-64 år 74 %, och äldre över 65 år 7,0 %.
Runt Linping är det tätbefolkat, med 790 invånare per kvadratkilometer. Närmaste större samhälle är Famen, 18,4 km väster om Linping. Trakten runt Linping består till största delen av jordbruksmark.
Genomsnittlig årsnederbörd är 668 millimeter. Den regnigaste månaden är september, med i genomsnitt 143 mm nederbörd, och den torraste är december, med 1 mm nederbörd.